# 氟苯丙胺
氟苯丙胺（英語：Fenfluramine），又稱Pondimin，是治療肥胖症的藥物。於1973年在美國市場面世。它是兩種對映異構體－右旋氟苯丙胺、左旋氟苯丙胺的外消旋體混合物。它能提高神經遞質血清張力素水平－一種調節情緒食慾的化合物。它能夠干擾突觸小泡來釋放血清張力素，最後促使飽滿的感覺，失去了食慾。

## 因心臟病而禁止使用
1997年因為有報告指出氟苯丙胺導致心臟病，所以在美國被禁止使用。自從美國禁止使用後，世界其他地方都跟隨禁止。由於氟苯丙胺可引致嚴重的副作用如心瓣疾病，香港由1998年起已撤銷含該種成份的藥物註冊。
氟苯丙胺導致心瓣異常肥大。Roth BL曾經建議氟苯丙胺破壞心瓣的機制。心瓣也有血清張力素受體，是負責調節心瓣的生長。他的報告指出氟苯丙胺及代謝產物norfenfluramine刺激了血清張力素受體－五羥色胺。特別是norfenfluramine針對五羥色胺受體（5-HT2B）。這些受體充斥在人類心瓣中，並對心臟生長起關鍵作用。Roth認為氟苯丙胺不恰當地刺激心瓣分裂而導致損害。

## 延伸閱讀
- Welch JT, Lim DS. (2007): "The synthesis and biological activity of pentafluorosulfanyl analogs of fluoxetine, fenfluramine, and norfenfluramine." Bioorg Med Chem. 15(21):6659. PMID 17765553.